# Diocèse de Tallinn (Estonie)
Le diocèse de Tallinn (en latin : Dioecesis Tallinn ; en estonien : apostellik administratuur Eestis ; en russe : Апостольская администратура Эстонии) est une Église particulière de l'Église catholique en Estonie.
Érigé en 1924, elle couvre l'Estonie. Son siège est à Tallinn. Exempte, elle relève directement du Saint-Siège.
Le diocèse est représenté à la Commission des épiscopats de l’Union européenne (COMECE). Il participe également au Conseil des conférences épiscopales d’Europe (CCEE), avec une petite quarantaine d’autres membres.
Depuis 2024, Philippe Jourdan est l'évêque de Tallinn.

## Territoire
L'administration apostolique couvre l'intégralité de l'Estonie.

## Histoire
L'administration apostolique d'Estonie est érigée le 1er novembre 1924, à partir de l'archidiocèse de Riga (la Lettonie et l’Estonie étant indépendantes de la Russie depuis quelques années).
Le 26 septembre 2024, le pape François élève l'administration apostolique d'Estonie en diocèse de Tallinn.

## Cathédrale
La cathédrale Saint-Pierre-et-Saint-Paul de Tallinn, dédiée aux apôtres et saints Pierre et Paul, est la cathédrale de l'administration apostolique.

## Ordinaires

### Administrateurs apostoliques d'Estonie
- 1924-1931 : Antonino Zecchini (de), SJ[6]
- 1931-1942 : Eduard Profittlich, SJ[7]
- 1942-1992 : vacant
- 1992-1997 : Justo Mullor García[8]
- 1997-2001 : Erwin Josef Ender[9]
- 2001-2005 : Peter Stephan Zurbriggen[10]
- 2005-2024 : Philippe Jean-Charles Jourdan[11], nommé évêque.

### Évêques de Tallinn
- depuis 2024 : Philippe Jean-Charles Jourdan[12]